# 1724 год в литературе

## Романы
- Опубликованы части (книги) с 7 по 9 плутовского романа «Жиль Блас», написанного Лесажем.

## События
- Январь – Эндрю Майкл Рамзи отправляется в Рим, чтобы обучать двух сыновей Джеймса Фрэнсиса, Эдварда Стюарта, якобитского наследника на британский трон.
- Август – Томас Лонгман (1699-1755) основывает издательство Лонгман в Лондоне.
- 16 ноября – "Автобиографическое" "Повествование" о жизни печально известного преступника Джека Шеппарда, написанное, как утверждается, Дэниелом Дефо, поступит в продажу после казни Шеппарда в Тайберне.

## Другие произведения
- 14 мая в книжной лавке недалеко от собора Святого Павла в Лондоне появилась книга Всеобщая история пиратства (The Pirate Gow).Книга была опубликована под псевдонимом «капитан Чарльз Джонсон».Настоящим автором являлся Даниэль Дефо.[1]

## Родились
- 4 июля — Фридрих Готлиб Клопшток, немецкий поэт.
- 15 июля — Жан-Франсуа де Бастид, французский писатель, драматург.

## Скончались
- 7 июля — Помпео Сарнелли, итальянский писатель, поэт (род. в 1649).
- 29 октября — Уильям Уолластон, английский писатель, философ (род. в 1659).